# Вайкеле (Гаваї)
Вайкеле (англ. Waikele) — переписна місцевість (CDP) в США, в окрузі Гонолулу штату Гаваї. Населення — 7509 осіб (2020).

## Географія
Вайкеле розташований за координатами 21°24′9″ пн. ш. 158°0′21″ зх. д. / 21.40250° пн. ш. 158.00583° зх. д. (21.402552, -158.005805).  За даними Бюро перепису населення США в 2010 році переписна місцевість мала площу 2,85 км², уся площа — суходіл.

## Демографія
Згідно з переписом 2010 року, у переписній місцевості мешкало 7479 осіб у 2842 домогосподарствах у складі 2020 родин. Густота населення становила 2628 осіб/км².  Було 2940 помешкань (1033/км²).
Расовий склад населення:
| - 54,1 % — азіатів - 16,0 % — білих - 3,7 % — вихідців з тихоокеанських островів - 2,7 % — чорних або афроамериканців - 0,2 % — корінних американців - 1,1 % — осіб інших рас |

До двох чи більше рас належало 22,3 %. Частка іспаномовних становила 7,4 % від усіх жителів.
За віковим діапазоном населення розподілялося таким чином: 24,0 % — особи молодші 18 років, 68,7 % — особи у віці 18—64 років, 7,3 % — особи у віці 65 років та старші. Медіана віку мешканця становила 37,3 року. На 100 осіб жіночої статі у переписній місцевості припадало 97,4 чоловіків;  на 100 жінок у віці від 18 років та старших — 93,9 чоловіків також старших 18 років.
Середній дохід на одне домашнє господарство  становив 102 340 доларів США (медіана — 95 224), а середній дохід на одну сім'ю — 114 741 долар (медіана — 110 682). Медіана доходів становила 58 842 долари для чоловіків та 44 722 долари для жінок. За межею бідності перебувало 1,0 % осіб, у тому числі 0,9 % дітей у віці до 18 років та 0,0 % осіб у віці 65 років та старших.
Цивільне працевлаштоване населення становило 4358 осіб. Основні галузі зайнятості: освіта, охорона здоров'я та соціальна допомога — 24,3 %, публічна адміністрація — 12,6 %, мистецтво, розваги та відпочинок — 11,4 %, виробництво — 10,8 %.